# Селиванов, Фёдор Мартынович
Фёдор Мартынович Селиванов (1927, с. Мазунский Починок, Осинский район, Уральская область — 1990, Москва) — российский учёный-фольклорист, выдающийся былиновед, один из крупнейших специалистов XX века по русскому песенному эпосу. Доктор филологических наук, профессор филологического факультета МГУ имени М. В. Ломоносова.
Ученик П. Д. Ухова (1914—1962).

## Биография
Родился 21 августа 1927 года в Мазунском починке Осинского района Уральской области (ныне Пермского края). В 1935 году их семья была раскулачена, в результате чего сильно бедствовала, лишившись жилья и всего имущества. Уже с 12 лет Селиванов стал работать в колхозе.
В период Великой Отечественной войны, в 1944 году он был призван в армию, в авиацию, где прослужил около восьми лет. После армии работал грузчиком, потом слесарем.
Незаурядные исследовательские способности привели Ф. М. Селиванова на заочное отделение филологического факультета МГУ, где он блестяще защитил диплом и был рекомендован в аспирантуру. После защиты кандидатской диссертации в 1964 году на тему «Традиционные формулы русского эпоса (к вопросу о его исторической основе)» он до конца своей жизни преподавал на кафедре устного народного творчества филологического факультета МГУ.
В 1985 году Ф. М. Селиванов защитил докторскую диссертацию «Поэтика былин в историко-филологическом освещении (композиция, художественный мир, особенности языка)», подготовленную им в качестве монографии и ставшую важнейшим трудом учёного (была опубликована лишь в 2009 году). Себя Ф. М. Селиванов причислял к последователям исторической школы, признавая при этом важность и необходимость исследования эпоса во всех возможных направлениях.

## Научная и педагогическая деятельность
Будучи прежде всего былиноведом, Ф. М. Селиванов проявлял интерес и к другим жанрам: историческим песням, духовным стихам, балладам, пословицам, частушкам; занимался проблемами взаимосвязи фольклора и литературы, историей фольклористики, но прежде всего его интересовали вопросы историзма фольклора: большинство его трудов так или иначе связано с проблемами историзма былин.
Особое внимание в своих исследованиях Ф. М. Селиванов уделял вопросам поэтики фольклора: начиная с 1966 года он принял участие во всех пяти выпусках серии «Фольклор как искусство слова» под редакцией Н. И. Кравцова (1906—1979).
Как университетский преподаватель, Ф. М. Селиванов большое внимание уделял подготовке учебников и учебных пособий. В его актуальной до настоящего времени книге «Русский фольклор» (1975) критически рассматриваются учебники по устному народному творчеству и даны образцы фольклористического анализа произведений различных жанров. До сих пор участники фольклорных экспедиций активно пользуются его учебно-методическим пособием «Студенческая фольклорная практика» (1982). Студентами и преподавателями используется учебное пособие «Русский эпос» (1988), где не только дана обстоятельная характеристика жанра былин, но и выявлены основные особенности проблематики эпосоведения XIX—XX веков.
Ф. М. Селиванов также активно участвовал в совместной подготовке учебника и хрестоматии по фольклору под редакцией Н. И. Кравцова и был составителем хрестоматии для школьников с весьма ценными пояснительными статьями. Эта хрестоматия была переведена на японский язык и издана в Токио.

## Основные сочинения
- Селиванов Ф. М. Былина об Илье Муромце и Соловье-разбойнике // Фольклор как искусство слова: Сборник статей: (Вып. 1) / Отв. ред. Н. И. Кравцов. — М.: Изд-во МГУ, 1966. — С. 63—73.
- Селиванов Ф. М. Русский фольклор: Учебное пособие для студентов 1 курса филологических фак. гос. ун-тов / Ф. М. Селиванов. — М.: Б. и., 1975. — 88 с. (обл.)
- Селиванов Ф. М. Поэтика былин: Учебное пособие по спецкурсу / Ф. М. Селиванов. — М.: Изд-во МГУ, 1977. — 128 с. (обл.)
- Селиванов Ф. М. Хрестоматия по фольклору : обрядовая поэзия, пословицы и поговорки, загадки, сказки, былины, исторические песни, лирические песни, частушки : Книга для школьников / Сост. и автор пояснительных статей Ф. М. Селиванов. — М.: Просвещение, 1972. — 304 с.
- Селиванов Ф. М. Студенческая фольклорная практика: Учебно-методическое пособие. — М.: МГУ, 1982.
- Селиванов Ф. М. Русский эпос: Учебное пособие для пед. ин-тов по спец. «Рус. яз. и лит.» / Ф. М. Селиванов. — М.: Высшая школа, 1988. — 208 с.
- Селиванов Ф. М. Художественные сравнения русского песенного эпоса: систематический указатель / Отв. ред. д-р филол. наук В. М. Гацак. — М.: Наука, 1990. — 224 с.
- Селиванов Ф. М. Стихи духовные / Сост., вступ ст. Ф. М. Селиванов. — М.: Советская Россия, 1991. — 336 с. — ISBN 5-268-00844-7.
- Селиванов Ф. М. Художественные сравнения в русских народных духовных стихах // Фольклор: Проблемы тезауруса / Отв. ред. В. М. Гацак. — М.: Наука, 1994. — С. 180—217.
- Селиванов Ф. М. Русские народные духовные стихи : Учебное пособие для филол. фак / Ф. М. Селиванов. Марийский государственный университет. — Йошкар-Ола: Изд-во МарГУ, 1995. — 160 с.
- Селиванов Ф. М. О. Ф. Миллер — исследователь эпоса // Русский фольклор. Вып. 28. СПб., 1995.
- Селиванов Ф. М. Духовные стихи в системе русского фольклора // Русский фольклор. СПб., 1996. С. 31-35.
- Селиванов Ф. М. Поэтика былин в историко-филологическом освещении: композиция, художественный мир, особенности языка / Ред. колл.: Е.А. Гулыга, В.А. Ковпик, А.В. Кулагина (отв. ред.). — М.: Кругъ, 2009. — 312, [2] с. — 800 экз. — ISBN 978-5-7396-0140-7. Архивировано 17 декабря 2014 года. (в пер.)